# Deh-e Bala
Deh-e Bala (em persa: ده بالا, também romanizada como Deh-e Bālā, Deh Bāla e Deh Bālā) é uma aldeia do distrito rural de Surmaq, no condado de Abadeh, na província de Fars, Irã.
Segundo o censo de 2006, sua população era de 204 habitantes, em 58 famílias.